# Diskus
DISKUS je česká distribuční společnost specializovaná na produkty pro ukládání dat, příslušenství IT a spotřební elektroniku. Zastupuje výrobce médií pro ukládání a přenos dat.
Společnost v České republice působí od roku 1991 a v současné době působí i na Slovensku a v Polsku.
V roce 2006 došlo k vyčlenění výrobní skupiny ze společnosti a ke vzniku společnosti Dataservis group, jejímž hlavním zaměřením je výroba CD, DVD a Blu-Ray disků, expresní tisk a výroba vinylových desek. Společnost je držitelem několika ochranných známek.

## Historie firmy DISKUS
- 1991 Založení s.r.o. společnosti v Československé federativní republice. První distribuční spolupráce
- 1992 Duplikace disket
- 1993 Založení společnosti na Slovensku. Distribuční spolupráce s Imation Europe.
- 1994 Distribuce optických médií CD
- 1995 Spolupráce s Verbatim GmbH
- 1996 Spolupráce se společností Philips, Sony a Traxdata
- 1997 Založení společnosti Diskus multimedia, spol. s r.o. v České republice
- 2000 Společnost se stala distributorem IBM datových pásků
- 2001 Spolupráce s Memorex.
- 2006 Oddělení výrobně-servisní činnosti - vznik Dataservis group, spol. s r. o. - DSG.cz v ČR. Spolupráce s TDK.
- 2008 Založení společnosti v polském Krakově
- 2009 Distribuční spolupráce s Iomega, Thrustmaster, Lite-On, Aiptek, Tucano a Freecom.
- 2010 Distribuční spolupráce s Soundracer, TomTom, Cirkuit Planet, Print Line, Plextor a Agfaphoto.
- 2011 Nová corporate identity a nové značky v distribuci: OCZ[4], Exponent[5], Skinzone, Built, Technaxx, Techlight, Plantronics[6] a Wenger.

### Distribuce
- optických datových médií[7]
- flash datových médií[8]
- přenosných harddisků
- profesionálních datových pásek
- tiskáren
- GPS navigací značky
- spotřebního materiálu
- periferií spotřební elektroniky

## ASM120
Společnost je výrobcem unikátního zařízení na demagnetizaci datových nosičů (likvidaci dat) ASM120.